# Tereza Kneblová
Tereza Kneblová (Olomouc, 11 de abril de 2003) es una deportista checa que compite en piragüismo en la modalidad de eslalon.
Ganó una medalla de plata en el Campeonato Mundial de Piragüismo en Eslalon de 2023 y dos medallas en el Campeonato Europeo de Piragüismo en Eslalon, en los años 2020 y 2024. En los Juegos Europeos de Cracovia 2023 consiguió una medalla de oro en la prueba de C1 por equipos.

## Palmarés internacional
| Campeonato Mundial | Campeonato Mundial      | Campeonato Mundial | Campeonato Mundial |
| Año                | Lugar                   | Medalla            | Competición        |
| ------------------ | ----------------------- | ------------------ | ------------------ |
| 2023               | Londres (Reino Unido)   | Medalla de plata   | C1 por equipos     |
| Juegos Europeos    |                         |                    |                    |
| Año                | Lugar                   | Medalla            | Competición        |
| 2023               | Cracovia (Polonia)      | Medalla de oro     | C1 por equipos     |
| Campeonato Europeo |                         |                    |                    |
| Año                | Lugar                   | Medalla            | Competición        |
| 2020               | Praga (República Checa) | Medalla de oro     | C1 por equipos     |
| 2024               | Tacen (Eslovenia)       | Medalla de oro     | C1 por equipos     |